# بورلون (باد كاليه)
بورلون، باد كاليه (بالفرنسية: Bourlon)‏ هي بلدية تقع في إقليم باد كاليه من منطقة نور با دو كاليه في شمال فرنسا. تبلغ مساحة هذه المدينة 12.3 (كم²)، وترتفع عن سطح البحر 80 م، يبلغ عدد سكانها 1203 نسمة حسب إحصاء المعهد الوطني للإحصاء والدراسات الاقتصادية سنة 2009 م. وترأس Jean-Luc Boyer البلدية خلال فترة (2008-2014).